# Drepturile copilului
Drepturile copilului sunt reglementate de Convenția asupra Drepturilor Copilului adoptată de către Adunarea Generala a Națiunilor Unite la data de 20 noiembrie 1989. Convenția a fost asumată și de România prin adoptarea legii Legea numărul 18/1990 pentru ratificarea Convenției cu privire la drepturile copilului (publicată în Monitorul Oficial numărul 314 din 13 iunie 2001). Documentul definește drepturile și principiile dezvoltării normale a unui copil. 

Copiii au drepturi oriunde s-ar afla - acasă la părinții naturali, în familii substitutive, în instituții de îngrijire sau la scoală. Părinții și familiile, grupurile profesionale care lucrează cu copiii, dar și orice cetățean responsabil ar trebui să știe de existența acestor drepturi. Polițiștii și judecătorii sunt cei care au sarcina să aplice legea, dar toată lumea (în special cine lucrează cu copiii) are obligația să raporteze cazuri de abuz sau neglijență îndreptate asupra copiilor. Autoritățile publice locale și centrale au obligația de a garanta și promova drepturile copilului.

## Drepturile copilului, așa cum sunt ele enunțate în Convenție
1. Copilul are dreptul la stabilirea și păstrarea identității sale.
2. Copilul are dreptul de a menține relații personale și contacte directe cu părinții, rudele, precum și cu alte persoane față de care copilul a dezvoltat legături de atașament.
3. Copilul care a fost separat de ambii părinți sau de unul dintre aceștia, printr-o măsura dispusă în condițiile legii are dreptul de a menține relații personale și contacte directe cu ambii părinți, cu excepția situației în care acest lucru contravine interesului superior al copilului.
4. Copilul ai cărui părinți locuiesc în state diferite are dreptul de a întreține relații personale și contacte directe cu aceștia, cu excepția situației în care acest lucru contravine interesului superior al copilului.
5. Copilul are dreptul de a primi o educație care să îi permită dezvoltarea, în condiții nediscriminatorii, a aptitudinilor și personalității sale.
6. Copilul are dreptul de a se bucura de cea mai bună stare de sănătate pe care o poate atinge și de a beneficia de serviciile medicale și de recuperare necesare pentru asigurarea realizării efective a acestui drept.
7. Copilul are dreptul de a fi protejat împotriva exploatării și nu poate fi constrâns la o munca ce comportă un risc potențial sau care este susceptibilă să îi compromită educația ori să îi dăuneze sănătății sau dezvoltării sale fizice, mentale, spirituale, morale ori sociale.
8. Copilul are dreptul de a beneficia de un nivel de trai care să permită dezvoltarea sa fizică, mentală, spirituală, morală și socială.
9. Copilul are dreptul de a beneficia de asistență socială și de asigurări sociale, în funcție de resursele și de situația în care se află acesta și persoanele în întreținerea cărora se găsește.
10. Copilul are dreptul de a fi protejat împotriva folosirii ilicite de stupefiante și substanțe psihotrope, așa cum sunt acestea definite de tratatele internaționale în materie.
11. Copilul are dreptul la protecție împotriva oricărei forme de exploatare;
12. Copilul cu handicap are dreptul la îngrijire specială, adaptată nevoilor.
13. Copilul are dreptul la protejarea imaginii sale publice și a vieții sale intime, private și familiale. Este interzisă orice acțiune de natură să afecteze imaginea publică a copilului sau dreptul acestuia la viața intimă, privată și familială.
14. Copilul are dreptul la libertate de exprimare. Părinții sau după caz alți reprezentanți legali ai copilului, persoanele care au în plasament copii precum și persoanele care prin natura funcției promovează și asigura respectarea drepturilor copiilor au obligația de a le asigura informații, explicații și sfaturi în funcție de vârsta și gradul de înțelegere al acestora precum și de a le permite să-și exprime punctul de vedere, ideile și opiniile.
15. Copilul capabil de discernământ are dreptul de a-și exprima liber opinia sa asupra oricărei probleme care îl privește. În orice procedură judiciară sau administrativă care îl privește, copilul are dreptul de a fi ascultat. Este obligatorie ascultarea copilului care a împlinit vârsta de 10 ani. Cu toate acestea poate fi ascultat și copilul care nu a împlinit vârsta de 10 ani dacă autoritatea competentă apreciază că audierea lui este necesară pentru soluționarea cauzei.
16. Copilul are dreptul la libertate de gândire, de conștiință și religie. Potrivit Art. 491 al Codului Civil al României:[1] "(1) Părinții îndrumă copilul, potrivit propriilor convingeri, în alegerea unei religii, în condițiile legii, ținând seama de opinia, vârsta și de gradul de maturitate ale acestuia, fără a-l putea obliga să adere la o anumită religie sau la un anumit cult religios. (2) Copilul care a împlinit vârsta de 14 ani are dreptul să își aleagă liber confesiunea religioasă."
17. Copilul are dreptul la libertate de asociere, în structuri formale și informale, precum și dreptul la libertatea de întrunire pașnică, în limitele prevăzute de lege.
18. Copilul aparținând unei minorități etnice, religioase sau lingvistice are dreptul la viață culturală proprie, la declararea apartenenței sale religioase, la practicarea propriei sale religii, precum și dreptul de a folosi limba proprie în comun cu alți membrii ai comunității din care face parte.
19. Copilul are dreptul la respectarea personalității și individualității sale și nu poate fi supus pedepselor fizice sau altor tratamente umilitoare ori degradante.
20. Copilul are dreptul la odihnă și vacanță.
21. Copilul are dreptul de a fi protejat împotriva oricăror forme de violență, neglijentă, abuz sau rele-tratamente.
22. Copilul are dreptul să crească alături de părinții săi. Copilul are dreptul sa fie crescut într-o atmosferă de afecțiune și de securitate materială și morală.
23. Orice copil care este, temporar sau definitiv, lipsit de ocrotirea părinților săi sau care, în vederea protejării intereselor sale, nu poate fi lăsat în grija acestora, are dreptul la protecție alternativă.
24. Copilul are dreptul sa depună singur plângeri referitoare la încălcarea drepturilor sale fundamentale; Copilul este informat asupra drepturilor sale precum și asupra modalităților de exercitare a acestora.

#### Istoria
Interesul pentru drepturile copilului a apărut în a doua jumătate a secolului al XIX-lea, când a luat naștere prima mișcare preocupată de aspecte referitoare la dezvoltarea copilului, care pleda pentru protecția copilului împotriva neglijării, exploatării și a violenței. În Europa, această perioadă s-a caracterizat prin deschiderea unui număr considerabil de instituții publice de ocrotire, școli și instituții separate pentru copii delincvenți, precum și de tribunale pentru minori.
După Primul Război Mondial, ideea drepturilor copilului a captat pentru prima dată atenția lumii. În 1924, Liga Națiunilor a adoptat Declarația de la Geneva. În 1959, Organizația Națiunilor Unite a adoptat Declarația drepturilor copilului.
Spre sfârșitul anilor ‘60, s-a pus accentul pe ideea drepturilor de participare ale copilului. Mai mulți lideri de opinie au susținut că și copiii au competentele necesare pentru a lua decizii în privința problemelor importante din viata lor și că ar trebui lăsați să participe la luarea acestor decizii.
Pe 20 noiembrie 1989, s-a adoptat Convenția ONU cu privire la drepturile copilului. Aceasta a intrat în vigoare în septembrie 1991 și a fost ratificată de majoritatea țarilor din lume, cu excepția Statelor Unite ale Americii și a Somaliei.

## Drepturile copilului ai cărui părinți sunt divorțați sau separați
Copilul ai căror părinți sunt divorțați are dreptul de a menține relații personale cu aceștia. Există mai multe forme de realizare a legăturilor personale ca de pildă dreptul de acces, dreptul de vizită , dreptul de găzduire, dreptul de corespondență și accesul părintelui la informații privitoare la minor. Toate acestea sunt reglementate de art. 15 din Legea 272/2004.

## Sistemul drepturilor copilului în România
În România, drepturile copilului fac în prezent obiectul Legii 272/2004, o lege aliniată la acquis-ul comunitar, în concordanță cu convențiile internaționale în domeniu. În România autoritățile publice, organismele private autorizate, precum și persoanele fizice și persoanele juridice responsabile de protecția copilului sunt obligate să respecte și să garanteze drepturile copilului stabilite prin Constituție și lege, în concordanță cu prevederile Convenției. Convenția a fost ratificată prin Legea nr.18/1990, republicată. De asemenea drepturile copiilor se completează cu alte acte internaționale în materie, la care România este parte: Pe lângă Convenția asupra Drepturilor Copilului, sistemul legislativ al drepturilor copilului în România este completat de către Legea 272/2004 cu privire la și de către Convenția de la Lanzarote pentru protecția copiilor împotriva exploatării sexuale și a abuzurilor sexuale, convenție care a fost ratificata de către România în 2011.

### Carențe ale modului de implementare a drepturilor copilului

pentru detalii a se vedea inițiativa de schimbare a Legi 272/2004
Există o serie de probleme în legătură cu drepturile copilului care afectează mai ales copiii ai căror părinți sunt în divorț:
- Discriminarea în instanță a părinților de sex masculin cu privire la încredințarea minorilor. Deși legea le dă acestora teoretic șanse egale de a primi încredințarea minorilor, într-o proporție covârșitoare, părinții de sex feminin primesc încredințarea minorilor. Cazurile de încredințare a minorilor către tată sunt în general acelea în care mama nu este de găsit, este plecată din țară sau este decedată[3].
- Lipsa cursurilor de specializare pentru magistrații implicați în cauze cu minori [4]
- Practica neunitară a instanțelor de judecată cu privire la programele de legături personale [5]
- Lipsa unei metodologii de lucru care să stea la baza evaluării fenomenului alienării părintești, sau a sindromului Stockholm ce afectează multi copii, în urma divorțului [6]
- Lipsa unei metodologii de audiere a minorului în instanță [7]
- Lipsa normelor metodologice de aplicare a legii 272/2004 [8]
- Neconcordanța dintre Legea 272/2004 și Legea privind libera circulație a persoanelor care oferă părintelui care a primit încredințarea (în formula vechiului Cod Civil ce e încă în vigoare până la 1 octombrie 2011) o breșă legală de a ieși din țară cu minorii fără a fi nevoie de acordul celuilalt părinte.
- Jurisprudența învechită care acceptă violența în scop educativ exercitată de către părinți asupra copiilor[9]

## Inițiative importante ale societății civile din România
- Linia Verde Arhivat în 27 iunie 2011, la Wayback Machine. (telefon gratuit pentru raportarea abuzurilor împotriva copiilor)
- Telefonul Verde - Informare și Consiliere: 0800-8-200-200